# 구두닦이 (1946년 영화)
《구두닦이》(Sciuscia, Shoeshine)는 이탈리아에서 제작된 비토리오 데 시카 감독의 1946년  영화이다. 에밀리오 치골리 등이 주연으로 출연하였다.

## 줄거리
두 친구 주세페 필리푸치와 파스콸레 마지는 말을 시험 삼아 탄다. 그들은 로마 거리에서 구두를 닦아 번 돈으로만 살아가지만, 말을 사기 위해 돈을 모으고 있다.
어느 날 주세페의 형 아틸리오가 소년들을 찾아와 판자(밀매상)가 그들에게 일거리가 있다고 말한다. 파스콸레는 주세페를 데리고 판자를 만나러 가고, 판자는 그들에게 담요 두 장을 판다. 주세페와 파스콸레는 담요를 점술가에게 가져가 팔고, 점술가는 그것을 산다. 판매 후 판자, 아틸리오, 그리고 또 다른 남자가 경찰 행세를 하며 점술가의 집에 들이닥친다. 그들은 점술가를 장물취득 혐의로 고발하고, 주세페와 파스콸레를 발견하자 그들을 밖으로 내쫓고 체포하는 척한다. 아틸리오는 소년들에게 조용히 떠나라고 말하며, 이불 돈(2,800 리라 (통화))과 추가로 3,000 리라를 가져가게 한다. 이 돈으로 소년들은 드디어 말을 살 충분한 돈을 갖게 된다.
말을 사고 말을 타고 돌아온 소년들은 도시로 돌아온다. 그곳에서 점술가와 동행한 진짜 경찰이 그들을 경찰서로 데려와 심문한다. 경찰은 소년들이 점술가의 집에서 70만 리라를 훔쳤다고 비난하는데, 이 돈은 명백히 경찰 행세를 한 판자와 아틸리오가 훔친 것이다. 소년들은 모든 혐의를 부인하고 세 명의 진짜 사기꾼에 대한 지식을 언급하지 않는다. 주세페와 파스콸레는 소년원으로 보내진다. 도착하자마자 주세페와 파스콸레는 헤어진다.
사기꾼들은 주세페에게 음식으로 가득 찬 소포를 보내고, 그는 그것을 자신의 감방 동료들과 나눈다. 다른 수감자인 아르칸젤리는 주세페가 나눈 빵 조각에서 쪽지를 발견한다. 그것은 아틸리오의 상사로부터 온 것이며, 형과 동료들을 사기꾼으로 폭로하지 말라고 지시한다. 주세페는 파스콸레에게 알리고, 그들은 진실을 밝히지 않기로 합의한다.
나중에 소년들은 경찰서장의 사무실로 불려가 심문을 받는다. 좌절한 서장은 그들을 구타하여 정보를 캐내겠다고 위협한다. 다른 경찰관이 주세페를 옆방으로 데려가 구타한다. 파스콸레의 시야에서 숨겨진 채 주세페는 감방으로 다시 끌려가지만 구타당하지 않는다. 대신 경찰관은 벨트로 모래주머니를 때리고, 다른 아이는 주세페인 척 고통에 비명을 지른다. 파스콸레는 친구가 구타당하고 있다고 생각하여 이를 막기 위해 판자와 아틸리오의 이름을 경찰서장에게 밝힌다.
주세페는 파스콸레가 자신의 형을 배신했다는 것을 알고 다른 수감자들 앞에서 파스콸레에게 맞선다.
파스콸레의 감방에 문서가 심어지고, 파스콸레는 구타당한다. 공식 법정 심리에서 주세페와 파스콸레는 각각 1년과 2년의 징역형을 선고받는다. 주세페는 아르칸젤리의 탈출 계획에 참여한다. 교도소에서 영화가 상영되는 동안 그들은 탈출한다.
파스콸레는 경찰서장에게 주세페와 아르칸젤리가 어디로 갔는지 알려주고 말이 있는 곳으로 그들을 안내하지만, 그들은 말을 타고 도망친다. 파스콸레는 뛰어가서 주세페와 아르칸젤리가 다리를 건너 말을 타고 있는 것을 발견한다. 그들은 말에서 내리고 아르칸젤리는 도망치지만 주세페는 남는다. 파스콸레는 벨트를 벗고 주세페를 때리기 시작한다. 주세페는 다리에서 떨어져 아래 바위에 머리를 부딪히고 명백히 사망한다. 파스콸레는 쓰러진 친구의 시신 위에서 울고, 경찰이 도착하고 말은 달아난다.

## 출연

### 주연
- 에밀리오 치골리

### 조연
- 프랑코 인테르렝기